# Myotis midastactus
El murciélago vespertino de oro (Myotis midastactus) es una especie de murciélago de la familia Vespertilionidae, endémico de Bolivia.
La característica más destacada de esta especie es el color dorado de su pelaje, corto y lanudo. Las diferencias en el color del pelo y en varias características craneanas y externas, sin duda le distinguen de todas las demás especies del género Myotis y en particular de Myotis simus, especie con la cual fueron confundidos anteriormente los ejemplares conservados en museos.
Ha sido observado vivo en las sabanas del departamento de Santa Cruz. De hábitos nocturnos, duerme durante el día en cuevas o madrigueras hechas en el suelo, árboles o techos de palma de las chozas. Se alimenta de pequeños insectos.